# Sanctuaire du Sacré-Cœur-de-Jésus de Viana do Castelo
Pour les articles homonymes, voir sanctuaire du Sacré-Cœur-de-Jésus.
Le sanctuaire du Sacré-Cœur-de-Jésus, souvent appelé également Sainte-Lucie d’après la dédicace initiale de l’église et la colline sur laquelle elle est située, domine la ville de Viana do Castelo au Portugal. Le diocèse de Viana do Castelo de l’Église catholique, auquel il se rattache, lui donne le statut de sanctuaire diocésain.

## Historique
Une première inauguration du sanctuaire eut lieu en 1904, mais les travaux sont achevés en 1959.
La dédicace initiale à sainte Lucie a été remplacée par l’actuelle au Sacré-Cœur de Jésus à la suite de la pandémie de grippe espagnole de 1918.

## Description
L'architecte est Miguel Ventura Terra qui s'est inspiré du style romano-byzantin.
La basilique est précédée d'un large parvis et d'un escalier monumental. L'intérieur, éclairé par trois rosaces, se réduit à un chœur et une abside sous des coupoles ornées de fresques. À 57 m au-dessus du sol, le lanternon supérieur du dôme central offre un panorama sur la ville et sur l'estuaire de la Lima.
Pour s'y rendre il y a une route, un escalier et un funiculaire.